# Rhamphomyia pseudocrinita
Rhamphomyia pseudocrinita är en tvåvingeart som beskrevs av Gabriel Strobl 1909. Rhamphomyia pseudocrinita ingår i släktet Rhamphomyia och familjen dansflugor.
Artens utbredningsområde är Spanien. Inga underarter finns listade i Catalogue of Life.